# John Wick : Chapitre 4
Série John Wick
John Wick Parabellum
(2019) Ballerina
(2025)
Pour plus de détails, voir Fiche technique et Distribution.
John Wick : Chapitre 4 (John Wick: Chapter 4) est un film d'action américano-allemand réalisé par Chad Stahelski,, sorti en 2023,. Il s'agit du quatrième opus de la série de films John Wick, faisant suite à John Wick (2014), John Wick 2 (2017) et John Wick Parabellum (2019),.
John Wick a survécu à la trahison de Winston, et aidé du Bowery King, se lance dans une insurrection contre la Grande Table, l'organisation qui rassemble et dirige toutes les familles criminelles de par le monde, afin de se libérer définitivement de son emprise. Mais la Grande Table a trouvé un dirigeant puissant en la personne du Marquis de Gramont, qui a reçu carte blanche pour éliminer John Wick par tous les moyens nécessaires.

## Synopsis
À la suite de leur alliance à la fin de John Wick Parabellum, le Bowery King aide John Wick à se préparer pour lutter contre la Grande Table.
Wick commence par se rendre dans le désert, où, voulant récupérer son alliance, il abat l'« Ancien ». Cet acte déclenche une vengeance de la Grande Table, par l'intermédiaire du Marquis de Gramont qui a reçu les pleins pouvoirs pour éliminer John Wick. Winston ayant aidé le Baba Yaga (événements de John Wick Parabellum), le Marquis ordonne en retour la destruction de l'hôtel Continental de New York et abat le concierge Charon.
Puis il confie à Caine, un tueur aveugle, la mission de tuer son ancien ami Wick ; le Marquis détient un moyen de pression sur Caine, menaçant de s'en prendre à sa fille qui joue du violon dans les rues de Paris. Caine se rend à Osaka avec les hommes de main du Marquis, ayant prévu que Wick s'y rendrait pour trouver refuge auprès de Koji Shimazu, directeur de l'hôtel Continental situé dans cette ville. À l'issue d'un bain de sang dans l'hôtel, Wick parvient à s'échapper mais Koji est tué par Caine, sous les yeux de sa fille Akira qui jure de le venger.
Le Marquis recrute également un tueur mystérieux, un pisteur qui se fait appeler « M. Personne » et combat avec l'aide de son chien, sans porter les costumes élégants auxquels sont habitués les tueurs de la Table. Cet homme intervient dans tous les combats, souvent pour empêcher d'autres tueurs d'abattre Wick afin de toucher lui-même la prime.
Devant la tombe de Charon, Wick retrouve Winston, qui lui propose de défier le Marquis en duel, ce qui, en application des règles de la Table, le libérera de toute obligation. Wick doit, pour cela, faire partie d'une famille reconnue par la Table. Il se rend donc à Berlin afin de renouer avec la famille Ruska Roma, dont il a fait partie autrefois. Afin d'être accepté à nouveau, il doit d'abord tuer Killa Harkan, ennemi de cette famille, ce qu'il fait après un long combat dans une boîte de nuit.
À Paris, Winston lance formellement le défi au Marquis, qui règle les détails avec Wick lors d'une rencontre sur l'esplanade du Trocadéro : le duel, arbitré par un Messager de la Table, aura lieu le lendemain à l'aube, devant le Sacré-Cœur, au moyen de pistolets. Le Marquis désigne Caine pour combattre à sa place.
Le Marquis lance également tous les tueurs de Paris aux trousses de Wick, afin que celui-ci soit tué ou au moins retardé et donc exécuté par la Table. Pendant toute la nuit, Wick doit affronter de nombreux tueurs tout en traversant Paris, notamment le 7e arrondissement et la place de l'Étoile ; sauvant la vie du chien de « M. Personne » lors d'un combat, il gagne le respect de celui-ci qui semble renoncer à le tuer. La montée des escaliers du Sacré-Cœur, quelques instants avant l'aube, est particulièrement éprouvante et il y est aidé par Caine.
Le duel a finalement lieu selon les règles les plus traditionnelles : les deux adversaires tirent un premier coup à trente pas, un second à vingt pas et un troisième à dix pas. Wick est blessé gravement et le Marquis décide de prendre l'arme des mains de Caine afin d'avoir le plaisir d'achever Wick. Mais celui-ci n'a pas encore tiré le coup auquel il avait droit à dix pas : il peut donc abattre le Marquis sans difficulté à bout portant. Il est désormais libéré de toute obligation, ainsi que Caine. Celui-ci pourra retrouver sa fille et Winston dont l'hôtel va être reconstruit par la Table. Mais Wick s'effondre à cause de ses blessures sur les marches du Sacré-Cœur.
Winston et le Bowery King se retrouvent à New York dans un cimetière, devant les tombes de John Wick et de son épouse. Winston lance : « Adieu, mon fils. »
Scène post-générique
Akira, munie d'une arme blanche, retrouve Caine qui s'apprête à retrouver sa fille devant l'opéra Garnier.

## Fiche technique
Sauf indication contraire, les informations mentionnées dans cette section peuvent être confirmées par les bases de données cinématographiques IMDb et Allociné,  présentes dans la section « Liens externes ».
- Titre original : John Wick: Chapter 4
- Titre français et québécois : John Wick : Chapitre 4[6]
- Réalisation : Chad Stahelski
- Scénario : Michael Finch et Shay Hatten, d'après les personnages créés par Derek Kolstad
- Musique : Tyler Bates et Joel J. Richard[7],[8]
  - Orchestration : Gregory Prechel et Tim Williams
  - Montage musical : Oliver Hug, Chris Newlin et Daniel Waldman
- Direction artistique : Emil Birk, Gilles Boillot, Karim Kheir, Régis Marduel, Andreas Olshausen, Cornelia Ott et Thierry Zemmour
- Décors : Kevin Kavanaugh, Rand Abdel Nour[9] et Mark Rosinski
- Costumes : Paco Delgado
- Maquillage : Petra Schaumann
- Coiffure : Antoinette Aderotoye
- Photographie : Dan Laustsen
- Son : Casey Genton, Andy Koyama, Chris Navarro, Chris Whiteside
- Montage : Nathan Orloff
- Production : Basil Iwanyk, Erica Lee et Chad Stahelski
  - Production exécutive : Diala Al Raie et Fuad Khalil (Jordanie), Raphaël Benoliel (France), Yuka Kato (Japon)
  - Production déléguée : David Leitch, Michael Paseornek, Keanu Reeves et Louise Rosner
  - Coproduction : Christoph Fisser, Henning Molfenter et Charlie Woebcken
- Sociétés de production :
  - États-Unis : Thunder Road Pictures, Summit Entertainment, Lions Gate Films[10] et 87Eleven Entertainment
  - Allemagne : en coproduction avec les Studios de Babelsberg
- Sociétés de distribution : Lions Gate Films (États-Unis) ; Leonine Studios (Allemagne) ; Metropolitan Filmexport (France) ; Belga Films (Belgique) ; Ascot Elite Entertainment Group (Suisse) ; Cineplex Pictures (Canada)
- Budget : 100 millions de $[11]
- Pays de production :  États-Unis,  Allemagne[12]
- Langue originale : anglais
- Format : couleur - Digital - 2,39:1 - son Dolby Atmos
- Genre : action, policier, thriller
- Durée : 169 minutes
- Dates de sortie[13] : 
  - France, Belgique, Suisse romande : 22 mars 2023[14],[15],[16]
  - Allemagne : 23 mars 2023
  - États-Unis, Québec : 24 mars 2023[6]
- Classification :
  - États-Unis : interdit aux moins de 17 ans (R – Restricted)[N 3]
  - Allemagne : interdit aux moins de 18 ans (FSK 18)
  - France : interdit aux moins de 12 ans[17],[N 4]
  - Belgique : potentiellement préjudiciable jusqu'à 16 ans (KNT/ENA : Kinderen Niet Toegelaten  / Enfants Non Admis)[15],[18],[N 5]
  - Suisse romande : interdit aux moins de 16 ans[19]
  - Québec : 13 ans et plus (violence) (13+ / 13 years and over)[6]

## Distribution
- Keanu Reeves (VF : Jean-Pierre Michaël ; VQ : Daniel Picard) : Jonathan « John » Wick
- Donnie Yen (VF : Antoine Schoumsky ; VQ : Nicolas Charbonneaux-Collombet) : Caine
- Bill Skarsgård (VF : Gauthier Battoue ; VQ : Kevin Houle) : le Marquis Vincent Bisset de Gramont
- Ian McShane (VF : Philippe Catoire ; VQ : Jean-Marie Moncelet) : Winston Scott, directeur de l'Hôtel Continental de New York
- Shamier Anderson (VF : Baptiste Marc ; VQ : Anglesh Major) : M. Personne
- Laurence Fishburne (VF : Saïd Amadis ; VQ : Guy Nadon) : Bowery King
- Clancy Brown (VF : Philippe Crubézy ; VQ : Benoît Rousseau) : Harbinger
- Hiroyuki Sanada (VF : Boris Rehlinger ; VQ : Patrice Dubois) : Koji Shimazu, directeur de l'Hôtel Continental d'Osaka
- Scott Adkins (VF : Jochen Hägele ; VQ : Patrick Chouinard) : Killa Harkan, dirigeant du crime organisé allemand
- Lance Reddick (VF : Thierry Desroses ; VQ : Gilbert Lachance) : Charon, concierge de l'Hôtel Continental de New York
- Rina Sawayama (VF : Barbara Beretta ; VQ : Aurélie Morgane) : Akira Shimazu, fille de Koji et concierge de l'Hôtel Continental d'Osaka
- Marko Zaror (VF : Enrique Carballido ; VQ : Frédérik Zacharek) : Chidi
- Natalia Tena (VF : Macha Petina ; VQ : Kim Jalabert) : Katia Javanavič
- Aimée Kwan : Mia
- George Georgiou (VF : Ali Guentas ; VQ : Nicholas Savard L'Herbier) : l'Ancien, Grand Maître de la Grande Table (The Elder en VO)
- Bridget Moynahan : Helen Wick
- Marie-Pierra Kakoma (VF : Fily Keita ; VQ : Florence Blain Mbaye) : DJ

 Source et légende : version française (VF) sur RS Doublage
(VQ) sur Doublage QC

## Production
Le tournage débute le 28 juin 2021 et se déroule notamment à Berlin, à Paris, au Japon et à New York,.
La séquence d'ouverture du film a été tournée en Jordanie.
Le tournage à Paris est particulièrement difficile du point de vue des équipes techniques françaises intervenant sur le film en raison d'un manque de préparation et de changements de dernière minute.
Les séquences se déroulant à Paris sont un hommage au film Les Guerriers de la nuit sorti en 1979, où des jeunes d'un gang de rue traversent New York jusqu'à "leur" quartier en étant traqués par tous les autres gangs de la ville guidés par la mystérieuse animatrice d'une radio pirate. On entend également la même musique mais remixée de Nowhere to Run du groupe Martha and the Vandellas datant de 1965, qui été déjà remixée par Arnold McCuller pour Les Guerriers de la nuit.
Le tournage du film s'est achevé à la fin du mois d'octobre 2021.

## Accueil

### Accueil critique

#### France
En France, le site Allociné propose une moyenne de 3,7⁄5 à partir de l'interprétation de 28 critiques de presse.
Pour Ecran Large, le chapitre 4 de la saga John Wick est « plus grand et plus fou » et « a la bonne idée de faire Table rase de sa mythologie, à laquelle il colle symboliquement une balle entre les deux yeux. ».
Pour Eklecty-City, « John Wick 4 est une course effrénée de trois heures où le spectateur n’a que peu de répit. ».

### Box-office
| Pays ou région        | Box-office         | Date d'arrêt du box-office | Nombre de semaines |
| --------------------- | ------------------ | -------------------------- | ------------------ |
| France                | 1 054 488 entrées, | 21 juin 2023               | 13                 |
| États-Unis Canada     | 187 131 806 $      | 15 juin 2023               | 12                 |
| Total hors États-Unis | +253 048 469, USD  | n/a                        | n/a                |
| Total mondial         | +440 180 275, USD  | n/a                        | n/a                |

#### À l'international
Le film a rapporté 64 millions de dollars sur 71 marchés lors de son week-end d'ouverture. Au cours de son deuxième week-end, John Wick : Chapitre 4 a gagné 35 millions de dollars sur 75 marchés. Le film a rapporté 21,5 millions de dollars lors de son troisième week-end. Au 16 avril 2023, les territoires les plus rentables étaient le Royaume-Uni (18 millions de dollars), l'Allemagne (16,9 millions de dollars), le Mexique (13,7 millions de dollars), l'Australie (13,3 millions de dollars) et la Communauté des États indépendants (12,3 millions de dollars).
Au 1er mai 2023, John Wick : Chapitre 4 a rapporté 176,5 millions de dollars aux États-Unis et au Canada, et 226 millions de dollars dans les autres territoires, pour un total mondial de 402,5 millions de dollars.

#### Amérique du Nord
Aux États-Unis et au Canada, le long-métrage devait rapporter entre 65 et 70 millions de dollars dans 3 855 cinémas lors de son week-end d'ouverture,,. Le film a rapporté 29,4 millions de dollars le premier jour, dont 8,9 millions de dollars des avant-premières du jeudi soir, le meilleur résultat de la série et le meilleur résultat de tous les films classés R sortis depuis mars 2020. Il a continué pour faire ses débuts à 73,8 millions de dollars, en tête du box-office et marquant le meilleur week-end d'ouverture de la franchise. C'est également le meilleur week-end d'ouverture de Lionsgate et de tout film classé R depuis le début de la pandémie de COVID-19 en mars 2020, ce dernier record dépassant Halloween Kills. Cela a également marqué le deuxième week-end d'ouverture le plus élevé de l'année au moment de sa sortie, après Ant-Man et la Guêpe : Quantumania. Le film a rapporté 28,3 millions de dollars lors de son deuxième week-end (une baisse de 61,6 %), terminant deuxième derrière le nouveau venu Donjons et Dragons : L'Honneur des voleurs. Pour son troisième week-end, le film a rapporté 14,6 millions de dollars, terminant à nouveau deuxième, cette fois derrière Super Mario Bros. le film.

#### France
Pour son premier jour d'exploitation en France, John Wick : Chapitre 4 a réalisé 72 672 entrées, dont 1 897 en avant-première, pour un total de 2 100 séances proposées. Ce 4e chapitre offre le meilleur premier jour de la saga en France : les précédents volets avaient fait respectivement 34 000, 32 000 et un peu plus de 69 000 entrées. En comptant pour ce premier jour les avant-premières, le film se positionne en deuxième place du box-office des nouveautés pour sa journée de démarrage, derrière Sur les chemins noirs (114 247) et devant De grandes espérances (14 911).
Au bout d’une première semaine d’exploitation dans les salles françaises, le long-métrage totalise 411 048 entrées, pour une seconde place au box-office, derrière Sur les chemins noirs (438 142) et devant Mon crime (172 051).
En six semaines, le long-métrage atteint le million d'entrées sur le territoire français, une première pour la franchise, lui permettant de devenir le meilleur résultat de la saga John Wick.

## Distinctions
Sauf indication contraire, les informations mentionnées dans cette section peuvent être confirmées par les bases de données cinématographiques IMDb et Allociné,  présentes dans la section « Liens externes ».,

### Distinctions 2023
| Distinctions du film John Wick : Chapitre 4         | Distinctions du film John Wick : Chapitre 4                                                               | Distinctions du film John Wick : Chapitre 4                                                  | Distinctions du film John Wick : Chapitre 4 | Distinctions du film John Wick : Chapitre 4 |
| Évènements                                          | Catégorie / Récompense                                                                                    | Nommé(es) / Lauréat(es)                                                                      | Résultats                                   |                                             |
| --------------------------------------------------- | --- | -------------------------------------------------------------------------------------------- | ------------------------------------------- | ------------------------------------------- |
| Atlanta Film Critics Circle                         | Meilleur travail de cascade                                                                               | John Wick : Chapitre 4                                                                       | Lauréat                                     |                                             |
| Chicago Film Critics Association                    | Meilleur montage                                                                                          | Nathan Orloff                                                                                | Nomination                                  |                                             |
| Florida Film Critics Circle                         | Meilleure photographie                                                                                    | Dan Laustsen                                                                                 | Lauréat                                     |                                             |
| Florida Film Critics Circle                         | Meilleur acteur dans un second rôle                                                                       | Donnie Yen                                                                                   | Nomination                                  |                                             |
| Hollywood Critics Association Midseason Awards      | Meilleures cascades                                                                                       | John Wick : Chapitre 4                                                                       | Lauréat                                     |                                             |
| Hollywood Critics Association Midseason Awards      | Meilleur film                                                                                             | John Wick : Chapitre 4                                                                       | Nomination                                  |                                             |
| Hollywood Critics Association Midseason Awards      | Meilleur réalisateur                                                                                      | Chad Stahelski                                                                               | Nomination                                  |                                             |
| Hollywood Professional Association Awards           | Meilleur son dans un long métrage                                                                         | Manfred Banach, Casey Genton, Andy Koyama, Alan Rankin et Mark P. Stoeckinger                | Lauréat                                     |                                             |
| Indiana Film Journalists Association                | Meilleure cascade ou chorégraphie                                                                         | Laurent Demianoff                                                                            | Lauréat                                     |                                             |
| Indiana Film Journalists Association                | Meilleur film                                                                                             | John Wick : Chapitre 4                                                                       | Nomination                                  |                                             |
| Indiana Film Journalists Association                | Meilleur réalisateur                                                                                      | Chad Stahelski                                                                               | Nomination                                  |                                             |
| Indiana Film Journalists Association                | Meilleur montage                                                                                          | Nathan Orloff                                                                                | Nomination                                  |                                             |
| Indiana Film Journalists Association                | Meilleure photographie                                                                                    | Dan Laustsen                                                                                 | Nomination                                  |                                             |
| Las Vegas Film Critics Society Awards               | Meilleur film d'action                                                                                    | John Wick : Chapitre 4                                                                       | Lauréat                                     |                                             |
| Las Vegas Film Critics Society Awards               | Meilleures cascades                                                                                       | John Wick : Chapitre 4                                                                       | Nomination                                  |                                             |
| Location Managers Guild International Awards (LMGI) | Lieux exceptionnels dans un film contemporain                                                             | Simon Daniel, Antonin Depardieu, Ghaith Kurdi, Pascal Ricuort, Morgan Roche et Daisei Susami | Lauréat                                     |                                             |
| Michigan Movie Critics Guild Awards                 | Meilleures cascades                                                                                       | John Wick : Chapitre 4                                                                       | Lauréat                                     |                                             |
| MTV Movie & TV Awards                               | Meilleur combat                                                                                           | Keanu Reeves                                                                                 | Nomination                                  |                                             |
| National Board of Review                            | Meilleure réalisation dans le domaine des cascades artistiques                                            | Chad Stahelski, Stephen Dunlevy et Scott Rogers                                              | Lauréat                                     |                                             |
| Online Association of Female Film Critics           | Meilleures cascades                                                                                       | John Wick : Chapitre 4                                                                       | Lauréat                                     |                                             |
| San Diego Film Critics Society                      | Meilleure chorégraphie de cascades                                                                        | John Wick : Chapitre 4                                                                       | Lauréat                                     |                                             |
| San Diego Film Critics Society                      | Meilleurs effets visuels                                                                                  | John Wick : Chapitre 4                                                                       | Nomination                                  |                                             |
| St. Louis Film Critics Association                  | Meilleur film d'action                                                                                    | John Wick : Chapitre 4                                                                       | Lauréat                                     |                                             |
| St. Louis Film Critics Association                  | Meilleures cascades                                                                                       | Stephen Dunlevy et Scott Rogers                                                              | Nomination                                  |                                             |
| St. Louis Film Critics Association                  | Mérite spécial (pour la meilleure scène, technique cinématographique ou autre aspect ou moment mémorable) | Combat sur les 222 marches menant à la Basilique du Sacré-Cœur à Paris à la 2e place         | Nomination                                  |                                             |
| Washington DC Area Film Critics Association         | Meilleur montage                                                                                          | Nathan Orloff                                                                                | Nomination                                  |                                             |

### Distinctions 2024
| Distinctions du film John Wick : Chapitre 4                        | Distinctions du film John Wick : Chapitre 4                          | Distinctions du film John Wick : Chapitre 4 | Distinctions du film John Wick : Chapitre 4 | Distinctions du film John Wick : Chapitre 4 |
| Évènements                                                         | Catégorie / Récompense                                               | Nommé(es) / Lauréat(es) | Résultats                                   |                                             |
| ------------------------------------------------------------------ | -------------------------------------------------------------------- | --- | ------------------------------------------- | ------------------------------------------- |
| Academy of Science Fiction, Fantasy & Horror Films - Saturn Awards | Meilleure sortie média domestique 4K                                 | John Wick : Chapitre 4 | Lauréat                                     |                                             |
| Academy of Science Fiction, Fantasy & Horror Films - Saturn Awards | Meilleur film d'action ou d'aventure                                 | John Wick : Chapitre 4 | Nomination                                  |                                             |
| Academy of Science Fiction, Fantasy & Horror Films - Saturn Awards | Meilleur acteur                                                      | Keanu Reeves | Nomination                                  |                                             |
| Academy of Science Fiction, Fantasy & Horror Films - Saturn Awards | Meilleurs décors                                                     | Kevin Kavanaugh | Nomination                                  |                                             |
| Academy of Science Fiction, Fantasy & Horror Films - Saturn Awards | Meilleur montage                                                     | Nathan Orloff | Nomination                                  |                                             |
| Art Directors Guild                                                | Meilleurs décors dans un film contemporain                           | John Wick : Chapitre 4 | Nomination                                  |                                             |
| Astra Creative Arts Awards                                         | Astra Award du meilleur montage                                      | Nathan Orloff | Lauréat                                     |                                             |
| Astra Creative Arts Awards                                         | Astra Award des meilleures cascades                                  | John Wick : Chapitre 4 | Lauréat                                     |                                             |
| Astra Creative Arts Awards                                         | Meilleur son                                                         | John Wick : Chapitre 4 | Nomination                                  |                                             |
| Astra Creative Arts Awards                                         | Meilleure campagne publicitaire                                      | John Wick : Chapitre 4 | Nomination                                  |                                             |
| Astra Creative Arts Awards                                         | Meilleure photographie                                               | Dan Laustsen | Nomination                                  |                                             |
| Astra Film Awards                                                  | Astra Award du meilleur film d'action                                | John Wick : Chapitre 4 | Lauréat                                     |                                             |
| Astra Film Awards                                                  | Spotlight Award                                                      | Stephen Dunlevy, Jeremy Marinas, Scott Rogers et Chad Stahelskin                                                                                         | Lauréat                                     |                                             |
| Austin Film Critics Association                                    | Meilleur coordinateur de cascades                                    | Stephen Dunlevy et Scott Rogers | Lauréat                                     |                                             |
| Chicago Indie Critics Awards (CIC)                                 | Windie des meilleures cascades                                       | Stephen Dunlevy, Jeremy Marinas et Scott Rogers | Lauréat                                     |                                             |
| Critics Association of Central Florida Awards                      | Meilleure coordination de cascades                                   | Stephen Dunlevy et Scott Rogers (2e place) | Nomination                                  |                                             |
| Digital creation genie awards                                      | Meilleure simulation d'effets                                        | Harry Bardak, Laurens Ehrmann, Fabian Nowak et Elisa Perez                                                                                               | Nomination                                  |                                             |
| DiscussingFilm Critic Awards                                       | Meilleur ensemble de cascades                                        | John Wick : Chapitre 4 | Lauréat                                     |                                             |
| DiscussingFilm Critic Awards                                       | Meilleur montage                                                     | Nathan Orloff | Nomination                                  |                                             |
| Golden Globes                                                      | Meilleure performance au box-office                                  | John Wick : Chapitre 4 | Nomination                                  |                                             |
| Golden Schmoes Awards                                              | Film préféré de l'année                                              | John Wick : Chapitre 4 | Nomination                                  |                                             |
| Golden Schmoes Awards                                              | Scène la plus mémorable d'un film                                    | pour la finale | Nomination                                  |                                             |
| Golden Schmoes Awards                                              | Meilleure scène d'action de l'année                                  | pour la séquence de l'escalier | Nomination                                  |                                             |
| Hawaii Film Critics Society                                        | Meilleur travail de cascade                                          | John Wick : Chapitre 4 | Lauréat                                     |                                             |
| Houston Film Critics Society                                       | Meilleures cascades                                                  | John Wick : Chapitre 4 | Lauréat                                     |                                             |
| ICG Publicists Awards                                              | Meilleur film                                                        | John Wick : Chapitre 4 | Nomination                                  |                                             |
| Latino Entertainment Journalists Association Film Awards           | Meilleures cascades                                                  | John Wick : Chapitre 4 | Lauréat                                     |                                             |
| Motion Picture Sound Editors                                       | Meilleur montage des effets sonores et bruitages                     | Casey Genton, Luke Gibleon, Nick Interlandi, Gael Nicolas, Alan Rankin, Stephen P. Robinson, Paul P. Soucek, Mark P. Stoeckinger et Xiao'ou Olivia Zhang | Nomination                                  |                                             |
| Music City Film Critics' Association                               | Meilleur travail de cascade                                          | John Wick : Chapitre 4 | Lauréat                                     |                                             |
| Music City Film Critics' Association                               | Meilleur film d'action                                               | John Wick : Chapitre 4 | Nomination                                  |                                             |
| North Carolina Film Critics Association                            | Meilleure coordination de cascades                                   | John Wick : Chapitre 4 | Lauréat                                     |                                             |
| North Carolina Film Critics Association                            | Meilleure photographie                                               | Dan Laustsen | Nomination                                  |                                             |
| North Carolina Film Critics Association                            | Meilleur montage                                                     | Nathan Orloff | Nomination                                  |                                             |
| North Carolina Film Critics Association                            | Meilleure conception sonore                                          | John Wick : Chapitre 4 | Nomination                                  |                                             |
| Online Film and Television Association                             | Meilleure coordination de cascades                                   | John Wick : Chapitre 4 | Lauréat                                     |                                             |
| Online Film and Television Association                             | Meilleure chanson adaptée                                            | Lamont Dozier, Brian Holland et Eddie Holland (pour la chanson : "Nowhere to Run")                                                                       | Nomination                                  |                                             |
| Online Film Critics Society                                        | Meilleure coordination de cascades                                   | John Wick : Chapitre 4 | Lauréat                                     |                                             |
| People's Choice Awards                                             | Le film d'action de l'année                                          | John Wick : Chapitre 4 | Nomination                                  |                                             |
| People's Choice Awards                                             | La star de cinéma masculine de l'année                               | Keanu Reeves | Nomination                                  |                                             |
| People's Choice Awards                                             | La star du cinéma d’action de l'année                                | Keanu Reeves | Nomination                                  |                                             |
| Portland Critics Association Awards                                | Meilleures cascades ou chorégraphie d'action                         | John Wick : Chapitre 4 | Lauréat                                     |                                             |
| Screen Actors Guild Awards                                         | Meilleure action pour une équipe de cascadeurs                       | John Wick : Chapitre 4 | Nomination                                  |                                             |
| Seattle Film Critics Society                                       | Meilleure chorégraphie d'action                                      | Laurent Demianoff, Stephen Dunlevy, James M. Halty, Ralf Haeger et Scott Rogers                                                                          | Lauréat                                     |                                             |
| Visual Effects Society                                             | Meilleurs effets visuels secondaires dans un projet photoréaliste    | Gerd Nefzer, Janelle Ralla, Javier Roca, Jonathan Rothbart et Reina Sparks                                                                               | Nomination                                  |                                             |
| Visual Effects Society                                             | Meilleur compositing et éclairage dans un long métrage               | Thomas Bourdis, Julien Forest, Dominik Kirouac et Javier Roca                                                                                            | Nomination                                  |                                             |
| Visual Effects Society                                             | Meilleur environnement fictif dans un film en prises de vues réelles | Laurent Makowski, Vignesh Ravi, Fabrice Vienne et Joelle Xin Zhow                                                                                        | Nomination                                  |                                             |

## Éditions en vidéo
- En France, le film John Wick : Chapitre 4 est sorti en DVD, Blu-ray, dans une version Blu-ray 4K Ultra HD + Blu-ray, puis dans une édition limitée SteelBook Blu-ray 4K Ultra HD + Blu-ray le 22 juillet 2023[48],[49],[50],[51]. Le film est également sorti en VOD le 19 juillet 2023[14].
- Au Québec, le film est sorti en copie numérique le 23 mai 2023 mais aussi en DVD, Blu-ray et Blu-ray 4K Ultra HD le 13 juin 2023. Le film est également sorti sur Crave le 3 novembre 2023[6].

## Lieux de tournages
Le film a été principalement tourné à Paris avec comme décor : les jardins du Palais Luxembourg, l’Opéra Garnier, l’Académie Équestre de Versailles, le Musée du Louvre, l’esplanade du Trocadéro, Métro Porte des Lilas, l’Eglise Saint-Eustache, le Moulin Rouge, la Fondation Louis Vuitton, l’Arc de Triomphe, Montmartre et la Basilique du Sacré-Cœur.